# Vittorio Lanzani
Vittorio Lanzani (* 14. června 1951 Marcignago) je italský římskokatolický duchovní, biskup a emeritní delegát Stavební hutě baziliky sv. Petra.

## Život
Narodil se 14. června 1951 v Marciganu.
Vstoupil do kněžského semináře v Pavii. Po teologickém studiu byl 3. dubna 1976 biskupem Antoniem Giuseppe Angionim vysvěcen na kněze a inkardinován do diecéze Pavia. Je absolventem studia kanonického práva na Papežské univerzitě Gregoriana v Římě. Ve své diecézi působil v pastorační službě ve farnosti a jako profesor semináře.
Roku 1987 se stal úředníkem Kongregace pro bohoslužbu a svátosti. O dva roky později byl jmenován sekretářem Stavební hutě baziliky sv. Petra a roku 1990 také Stálé komise pro ochranu historických a uměleckých památek Svatého stolce. Dne 20. září 1991 mu byl udělen titul Kaplan Jeho Svatosti.
Dne 17. listopadu 2001 jej papež Jan Pavel II. jmenoval delegátem Stavební hutě baziliky svatého Petra a titulárním biskupem z Labica. Biskupské svěcení přijal 6. ledna 2002 z rukou papeže a spolusvětiteli byli arcibiskup Leonardo Sandri a arcibiskup Robert Sarah. Od roku 2002 do 23. září 2018 zastával úřad vikáře kapituly baziliky svatého Petra.
Od 22. července 2013 do 8. března 2014 byl papežským delegátem baziliky svatého Antonína.
Dne 22. března 2021 přijal papež František jeho rezignaci na post delegáta Stavební hutě baziliky svatého Petra.